# Whiddy Island
Whiddy Island är en ö i republiken Irland i Bantry Bay.   Den ligger i grevskapet County Cork och provinsen Munster, i den sydvästra delen av landet. På Whiddy Island finns jordbruksmark, små samhällen och en oljehamn. Ön har anslut med färja till Bantry.